# Allocyclosa
Allocyclosa is een monotypisch geslacht van spinnen uit de  familie van de wielwebspinnen (Araneidae).

## Soort
- Allocyclosa bifurca McCooki, 1887